# Teungoh Suwiek
Teungoh Suwiek is een bestuurslaag in het regentschap Pidie van de provincie Atjeh, Indonesië. Teungoh Suwiek telt 321 inwoners (volkstelling 2010).